# Johannes van der Poel
Johannes van der Poel (Hendrik-Ido-Ambacht, 26 april 1909 – Ede, 9 oktober 1981) was een bekende Nederlandse predikant onder de bevindelijk gereformeerden. Hij was vele jaren predikant van de Oud Gereformeerde Gemeente van Ede.
Van der Poel werd geboren als zoon van Pieter van der Poel en de Johanna Saartje (Janna) de Wit. Zijn moeder geloofde al snel dat haar zoon, een van elf kinderen, door God uitverkoren zou worden om "de Naam des Heeren te dragen." Hij werd op achttienjarige leeftijd bekeerd, en op 29 maart 1939 werd hij dominee binnen het kerkverband van de Oud Gereformeerde Gemeenten in Nederland in de Gemeente in Giessendam. 
De dominee was de drijvende kracht achter de voedselvoorziening in de laatste oorlogswinter, hij ging steeds opnieuw op voedsel uit vanuit Giessendam naar het Land van Altena en de Bommelerwaard. Net na de bevrijding in mei 1945 wist hij in de omgeving van Tilburg 20 ton tarwe en 10 ton gerst op de kop te tikken. Maar het bakken van brood bleek in Giessendam en Hardinxveld lastig vanwege een tekort aan brandstof. Via de burgemeester van Geertruidenberg werden daar de bakkers gevraagd om het brood te bakken voor de dorpen in de Alblasserwaard. In de nacht van 19 op 20 mei hebben acht, negen bakkers in het stadje van die tarwe en gerst maar liefst 13.000 broden gebakken. Ze werden met de ‘Vijf Gebroeders’ van Leen Dubbeldam en de ‘Adriana’ van Jan Hagenaar, vanuit Geertruidenberg dwars door de Biesbosch naar Giessendam vervoerd, waar het brood 20 mei 1945 aankwam.
Hij is tweemaal getrouwd geweest; zijn eerste vrouw stierf jong aan een hersentumor. Hij heeft tot 1955 in Giessendam gestaan. Op oudejaarsdag 1954 krijgt hij een beroep naar Ede. Een half jaar na zijn intrede is de ruime kerk te klein. Ede groeit tot een regionale gemeente en de kerk wordt keer op keer vergroot tot circa 1.450 zitplaatsen. Op 9 oktober 1981 sterft Van der Poel. Zijn begrafenis op 14 oktober 1981 trok naar schatting 5000 mensen. De rouwdienst werd geleid door ds. E. du Marchie van Voorthuijsen. 
Bij zijn veertigjarig ambtsjubileum ontving ds. Joh. van der Poel de onderscheiding van Ridder in de Orde van Oranje-Nassau. Tevens heeft hij enige jaren in het hoofdbestuur van de Staatkundig Gereformeerde Partij gezeten.
Ds. Joh. van der Poel had een groot charisma en tegelijk was hij buitengewoon vriendelijk, zowel tegen kerkelijken als tegen buitenkerkelijken."
Ds. Van der Poel hield niet van dorre theologische beschouwingen. Een bekende uitspraak van hem: "Twist over de leerstukken maakt ze zo hard als stukken leer."
Nieuwe predikanten in het kerkverband werden bijna allen door Van der Poel bevestigd. Hij leidt de bevestigingsdiensten van dhr. Van Prooijen te Grafhorst (1961), ds. Slager te Stavenisse (1962), ds. Van Prooijen te Grafhorst en ds. Kamp te Utrecht (1964), ds. Slager te Rijssen (1965), ds. Du Marchie van Voorthuijsen te Urk (1966), ds. Van Prooijen te Stavenisse (1968), ds. Smits te Giessendam (1971), ds. Schinkelshoek te Kampen (1973), ds. Du Marchie van Voorthuijsen te Leersum (1974), ds. Slager te Werkendam (1975), ds. Van Prooijen te Rhenen (1976), ds. A. van der Meer te Rijssen (1977) en ds. Van de Ketterij te Urk (1978).